# Balakundi, Hungund
Balakundi là một làng thuộc tehsil Hungund, huyện Bagalkot, bang Karnataka, Ấn Độ.